# WTA-toernooi van Rouen

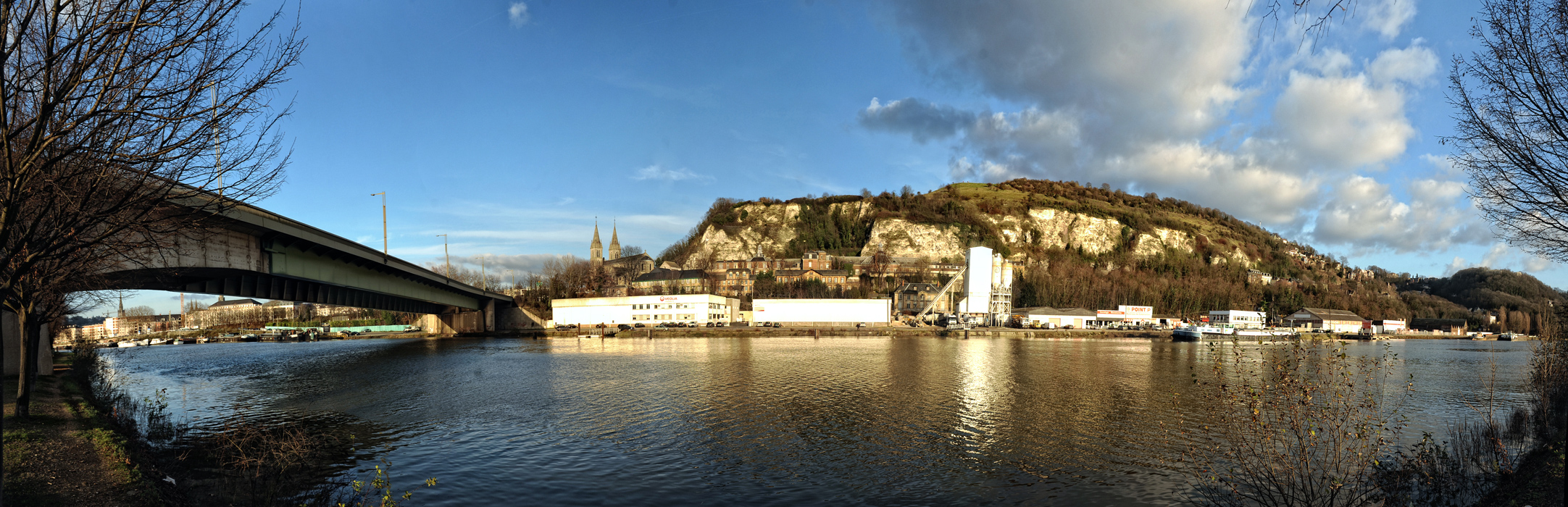
Aanzicht van Rouen

Het WTA-toernooi van Rouen is een jaarlijks terugkerend tennistoernooi voor vrouwen dat wordt georganiseerd in de Franse stad Rouen. De officiële naam van het toernooi is Open Rouen Métropole.
De WTA organiseert het toernooi, dat oorspronkelijk in de categorie "WTA 125" viel en werd gespeeld op hardcourtbinnenbanen.
De eerste editie ontrolde zich in 2022, en werd gewonnen door de Belgische Maryna Zanevska.
Ter gelegenheid van de derde editie (in 2024) werd een drietal wijzigingen doorgevoerd: (1) de categorie is veranderd van WTA 125 in WTA 250, (2) het toernooi wordt in april gespeeld in plaats van oktober, en (3) de ondergrond is van hardcourt omgezet in gravel.

## Finales

### Enkelspel
| Datum      | Naam                 | Cat.    | ($)     | Ondergrond        | Winnares          | Verliezend finaliste | Uitslag       |         |
| ---------- | -------------------- | ------- | ------- | ----------------- | ----------------- | -------------------- | ------------- | ------- |
| 2022-10-17 | Open Rouen Métropole | WTA 125 | 115.000 | hardcourt, binnen | Maryna Zanevska   | Viktorija Golubic    | 7-6, 6-1      | details |
| 2023-10-09 | Open Rouen Métropole | WTA 125 | 115.000 | hardcourt, binnen | Viktorija Golubic | Erika Andrejeva      | 6-4, 6-1      | details |
| 2024-04-15 | Open Rouen Métropole | WTA 250 | 267.082 | gravel, binnen    | Sloane Stephens   | Magda Linette        | 6-1, 2-6, 6-2 | details |
| 2025-04-14 | Open Rouen Métropole | WTA 250 | 275.094 | gravel, binnen    | Elina Svitolina   | Olga Danilović       | 6-4, 7-6      | details |

### Dubbelspel
| Datum      | Naam                 | Cat.    | ($)     | Ondergrond        | Winnaressen                          | Verliezend finalistes            | Uitslag  |         |
| ---------- | -------------------- | ------- | ------- | ----------------- | ------------------------------------ | -------------------------------- | -------- | ------- |
| 2022-10-17 | Open Rouen Métropole | WTA 125 | 115.000 | hardcourt, binnen | Natela Dzalamidze Kamilla Rachimova  | Misaki Doi Oksana Kalasjnikova   | 6-2, 7-5 | details |
| 2023-10-09 | Open Rouen Métropole | WTA 125 | 115.000 | hardcourt, binnen | Maia Lumsden Jessika Ponchet         | Anna Bondár Kimberley Zimmermann | 6-3, 7-6 | details |
| 2024-04-15 | Open Rouen Métropole | WTA 250 | 267.082 | gravel, binnen    | Tímea Babos Irina Chromatsjova       | Naiktha Bains Maia Lumsden       | 6-3, 6-4 | details |
| 2025-04-14 | Open Rouen Métropole | WTA 250 | 275.094 | gravel, binnen    | Aleksandra Krunić Sabrina Santamaria | Irina Chromatsjova Linda Nosková | 6-0, 6-4 | details |